# Pholos

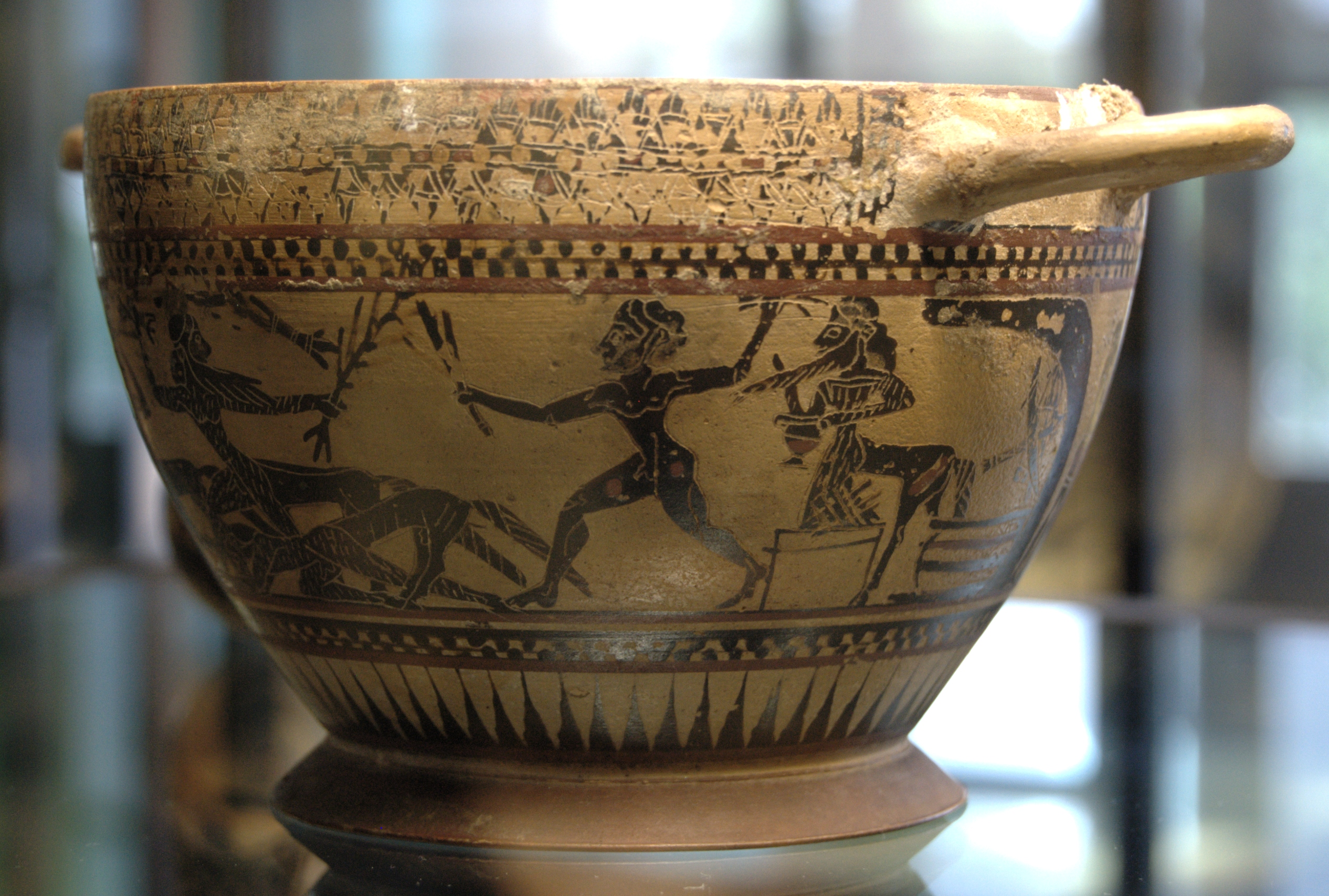
Herakles, Pholos und die Kentauren, schwarzfiguriger Skyphos des Pholoe-Malers, um 580 v. Chr., Louvre (L 63)

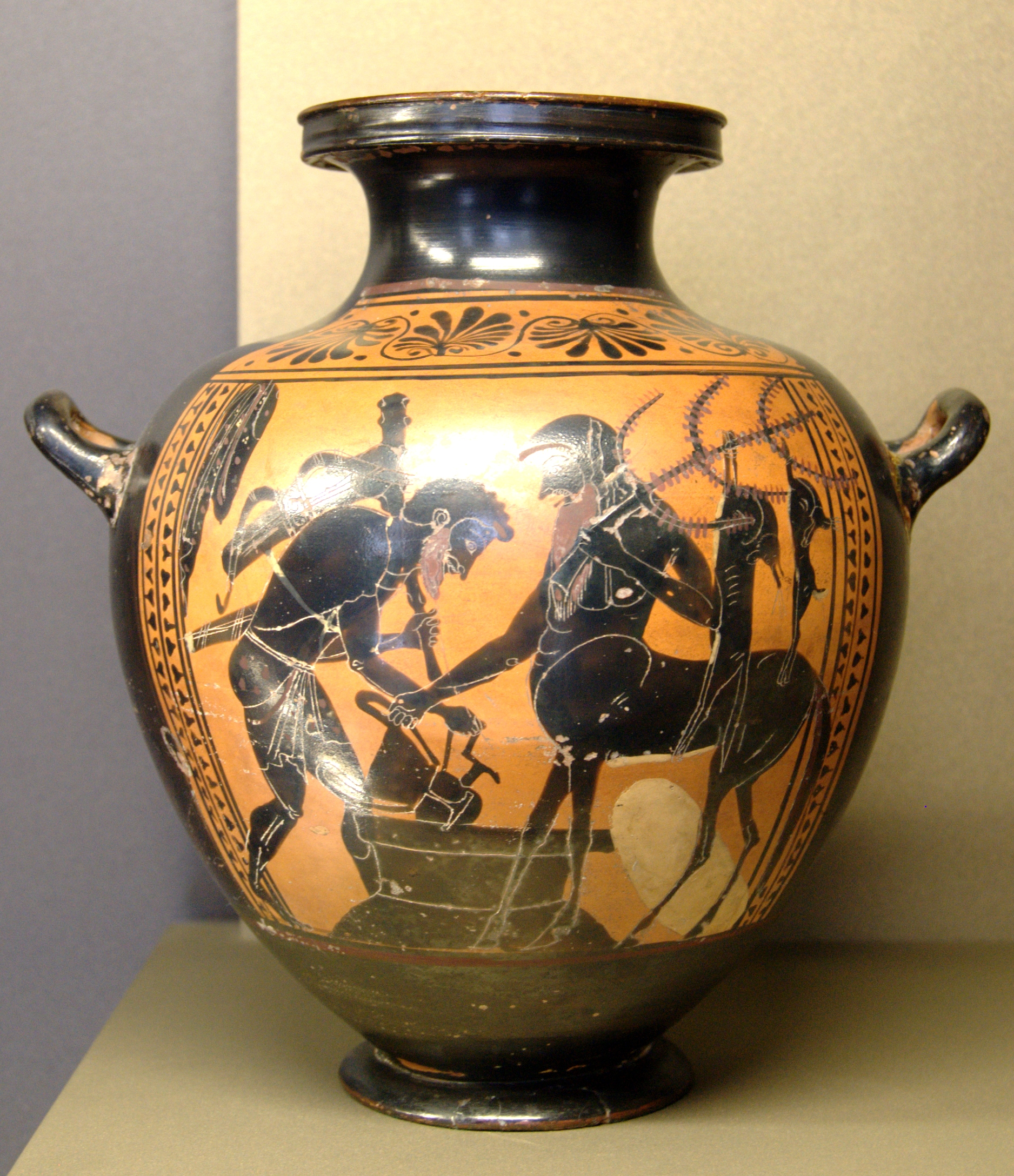
Herakles und Pholos, attisch-schwarzfigurige Hydria, 520–510 v. Chr.
Standort: Louvre (MNE 940)

Pholos (altgriechisch Φόλος Phólos, lateinisch und deutsch auch Pholus) ist ein Kentaur der  griechischen Mythologie. Seine Eltern sind Silenos und Melia, sein Wohnort ist in einer Höhle am Berg Pholoe zwischen Arkadien und Elis. Überliefert sind zwei Auftritte, ein längerer im Herakles-Mythos und ein kurzer in der Kentauromachie auf der Hochzeit des Lapithen Peirithoos.

## Name
Für Roscher passt der Kentaurenname gut zur besonderen Örtlichkeit des Pholoe-Gebirges: „Ebenso (wie bei anderen Kentauren) erblicke ich in dem Namen des Φόλοσ ... den Eponymos von (dem Gebirge) Φολόη, wo dieser Kentaur nach Diodor 4, 12 wohnte.“ Der Leser kann mit dem Namen das bekannte Wohngebiet der Kentauren assoziieren, „eine deutliche Anspielung auf den Wohnsitz in Tannen-, Eichen- und Lorbeerwäldern sowie in Gebirgen“.

## Herakles
Herakles passiert den Berg während seiner Aufgabe, den Erymanthischen Eber zu fangen. Er kehrt bei Pholos ein und dieser öffnet ihm zu Ehren ein den Kentauren gemeinsam gehörendes Fass Wein, ein Geschenk des Dionysos. Die Kentauren werden vom starken Duft des Weins angelockt und fallen mit Bäumen und Felsstücken bewaffnet über Herakles her. Er kann sich ihrer erwehren, „die meisten tötete er und die übrigen zwang er zur Flucht. Unter den umgekommenen Kentauren sind die bekanntesten Daphnis, Argeius und Amphion.“ Er verfolgt die Kentauren und tötet viele mit seinen vergifteten Pfeilen. Dabei wird Herakles’ Freund Cheiron tödlich verwundet. Pholos zieht nach dem Kampf einen Pfeil aus einer Leiche, der ihm aus der Hand fällt und sich in seinen Huf bohrt. Er stirbt auf der Stelle infolge der Verwundung.

## Kentauromachie
Es bleibt offen, ob hier der „gute Kentaur“ des Herakles auftritt oder ob die späteren Autoren nur aus poetischer Spielerei heraus den Namen übernommen haben.

### Vergil
Vergil führt Pholus mit zwei anderen als warnendes Beispiel für übermäßigen Weinkonsum an. Er gehört damit zu den Kentauren, die sich berauscht auf der Hochzeit des Peirithoos auf die Frauen der Lapithen stürzen („Verbrechen“) und anschließend von diesen niedergemacht werden: „Bacchus gab zu Verbrechen oft Anlaß, zu tödtlichem Wüthen / zwang er jene Zentauren, den Rhoetus, Pholus, Hyläos.“

### Ovid
Ovid hat ihn wahrscheinlich von Vergil übernommen. Er lässt ihn nach einem blutigen Gemetzel zusammen mit anderen Kentauren die Flucht ergreifen: „Lykabas auch sucht Heil in der Flucht und Ornëus und Medon ... nicht minder Pisenor und Thaumas ... Mermeros ... Pholus und Melaneus auch und Abas ... Astylos.“ Pholos bleibt in der Kentauromachie eine kleine Nummer unter vielen, einzig der Nachhall seines Namens, unterstützt vom Herakles-Mythos, hebt ihn aus der Masse heraus.